# جوليا ديفيس
جوليا ديفيس (بالإنجليزية: Julia Davis)‏ هي مبارزة بالسيف بريطانية، ولدت في 25 فبراير 1941 في كارديف في المملكة المتحدة.

## وصلات خارجية
- جوليا ديفيس على موقع أوليمبيديا (الإنجليزية)